# Elatostema yaoshanense
Elatostema yaoshanense är en nässelväxtart som beskrevs av Wen Tsai Wang. Elatostema yaoshanense ingår i släktet Elatostema och familjen nässelväxter. Inga underarter finns listade i Catalogue of Life.